# Sagawa Shiga FC
Sagawa Shiga Football Club (Japans: 佐川急便滋賀フットボールクラブ, Sagawa Shiga Futtobōru Kurabu), vroeger Sagawa Express Soccer Club (Japans: 佐川急便サッカークラブ, Sagawa Kyūbin Sakkā Kurabu) was een Japanse voetbalclub uit Moriyama. De club werd opgericht in 2007 door de samenvoeging van Sagawa Express Tokyo SC en Sagawa Express Osaka SC. De thuiswedstrijden worden in het Sagawa Express Moriyama Stadium gespeeld. De clubkleuren zijn blauw-zilver. De club speelt sinds 2007 in de Japan Football League.

## Prijzenlijst
Nationaal
- Japan Football League
  - Winnaar: (2) 2007, 2009